# 파우스티나 코발스카
성녀 마리아 파우스티나 코발스카(라틴어: Sancta Maria Faustina Kowalska, 1905년 8월 25일 - 1938년 10월 5일)는 폴란드의 로마 가톨릭교회 수녀이자 신비가, 시현자이다. 로마 가톨릭교회에 의해 시성되었으며, ‘하느님 자비의 사도’라고 불린다.
그녀는 예수 그리스도의 환시를 체험한 후 경험담을 자신의 일기에 기록하였는데, 이 일기는 나중에 《내 영혼 안에 계신 하느님의 자비》라는 제목의 소책자로 발행되었다.
20세 때 파우스티나는 바르샤바 수녀원에 들어가 프워츠크 수녀원을 거쳐 빌뉴스 수녀원에 정착하였다. 그곳에서 그녀는 하느님의 자비에 헌신할 수 있도록 전폭적으로 도와준 고해신부 미카엘 소포코를 만나게 되었다. 파우스티나와 소포코 신부는 파우스티나가 체험한 환시를 기준 삼아 한 화가에게 파우스티나가 본 하느님의 자비 상본을 그려줄 것을 의뢰하였다. 스포코 신부는 예수 부활 대축일 후 첫 번째 토요일에 집전한 첫 미사에서 이 자비의 상본을 걸고 미사를 집전하였다.

## 어린 시절
파우스티나 코발스카는 1905년 8월 25일 폴란드 우지의 서쪽에 있는 글로고비에츠라는 마을에서 농부인 에스타니슬라오 코발스카와 마리아나 사이에서 10명의 자녀 중 셋째로 태어났다. 부친 에스타니슬라오 코발스카는 목수이자 소작농이었으며, 가족들은 가난하였지만 신앙심이 투철하였다.
파우스티나는 7세 때 성체 현시 때 처음으로 하느님의 부르심을 받았다고 고백하였다. 파우스티나는 회고록에서 다음과 같이 썼다.

한 번은 내가 일곱 살이었을 때, 나는 우리 주 예수님을 성광에 모셔 놓고 바치는 저녁기도에 참석하고 있었다. 그때에 처음으로 하느님의 사랑이 나에게로 와서, 내 작은 마음을 가득 채웠다. 그리고 주님께서는 하느님의 일들을 이해하는 능력을 내게 주셨다.

파우스티나는 학교 과정을 마친 후 수녀회에 입회하기를 원하였지만, 그녀의 부모는 허락하지 않았다. 16세 때, 파우스티나는 부모를 부양하기 위해 우지에서 가정부로 일하러 갔다. 1년 간 일한 후, 파우스티나는 부모에게 다시 수녀원에 들어갈 수 있게 허락해달라고 요청했지만 매번 거절당하였다.

## 바르샤바 수녀원 입회
1924년 여름, 19세가 된 파우스티나는 동생 나탈리아와 함께 우지 공원으로 춤을 추러 갔다. 파우스티나는 춤을 추던 와중에 고통을 받고 있는 예수 그리스도의 환시를 체험하고는 곧바로 성당으로 달려갔다. 그곳에서 파우스티나는 그리스도로부터 바르샤바를 곧장 떠나서 수녀원에 들어가라는 계시를 받았다고 한다. 그리하여 파우스티나는 그날 밤에 몰래 짐을 꾸려서 부모의 허락 없이 집을 떠나 곧장 바르샤바행 열차를 타고 갔다.
바르샤바에 도착한 파우스티나는 곧장 처음으로 본 성당으로 들어가서 미사에 참례하였다. 그리고 그 성당의 주임 사제 다브라스키 신부에게 도움을 청하였다. 이에 다브라스키 신부는 입회할 수녀원을 찾을 때까지 그곳 지역에서 평판이 좋기로 소문난 립스지코바 여사의 집에 머물도록 하였다.
파우스티나는 바르샤바의 여러 수녀원을 돌아다녀 보았으나, 번번이 거절당하였다. 어떤 수녀원에서는 그녀가 돈도 없고 교육도 제대로 못 받은 점을 지적하며 “우리는 하녀를 받아들이지 않습니다.”라는 말까지 들어야 했다. 몇 달 간 돌아다닌 끝에 파우스티나는 자비의 성모 수녀회로부터 입회할 기회를 얻게 되었다.
파우스티나는 수련생 자격으로 수녀원에 들어갈 수 있는 자격을 갖게 되었다. 하지만 파우스티나는 낮은 교육 수준 때문에 정식 수녀가 된다 해도 수녀원장 자리에까지 오르지 못하고 평생을 요리와 청소, 정원 손질 등을 하며 보내야만 하였다.
1925년 내내 파우스티나는 하녀 일을 하며 돈을 모았으며, 그해 마지막에 자신이 모은 돈을 수녀원에 넘기고나서 수녀원에 받아들여졌다. 1926년 4월 30일 20세가 된 파우스티나는 ‘마리아 파우스티나’라는 수도명을 받고 수도복을 받았다. 파우스티나는 행운 또는 축복을 의미하는 단어로 기독교 순교자 성 파우스티노의 이름을 여성형으로 바꾼 것이다. 1928년 4월 파우스티나는 첫 서원을 하였으며, 그녀의 부모도 서원식에 참석하였다.
1929년 2월 파우스티나는 오늘날의 리투아니아 영토였던 빌뉴스의 수녀원에 가서 4월까지 요리 일을 하며 지냈다. 비록 빌뉴스에서의 생활은 짧았지만, 나중에 자신의 영적 조언자가 될 소포코 신부를 만나게 되었다. 빌뉴스에서 돌아온 지 1년 후인 1930년 5월 파우스티나는 다시 2년 동안 폴란드의 프워츠크에 있는 수녀원에 지냈다.

## 하느님의 자비 상본
파우스티나는 1930년 5월 프워츠크에 도착하였다. 그해 가을에 파우스티나는 갑자기 몸 상태가 안 좋아졌는데, 나중에 결핵으로 밝혀졌다. 파우스티나는 결국 수녀원 소유의 인근 농장으로 가서 몇 달간 요양 신세를 졌다. 몸상태가 호전된 후 파우스티나는 1931년 2월 수녀원으로 돌아왔으며, 9달 동안 프워츠크에 머물렀다.
1931년 2월 22일 예수 그리스도는 가슴에서 피와 물이 빛줄기의 형상으로 흘러나오는 모습으로 파우스티나에게 나타나서 온 세상에 자신의 한없는 자비를 선포하라는 사명을 부여하였다. 예수는 파우스티나에게 다음과 같이 말하였다.

“내 딸아, 이 말을 기록하여라. 내 자비에 대하여 세상에 말하여라. 옅은 빛줄기는 영혼을 의롭게 하는 물을 나타내고, 붉은 빛줄기는 영혼의 생명인 피를 의미한다. 이 두 빛줄기는 십자가에서 창에 찔린 내 심장이 열렸을 때, 내 깊은 자비에서 흘러나온 것이다. 모든 인류가 나의 헤아릴 수 없는 자비를 깨닫게 하여라. 이것은 마지막 시대에 대한 표징이다. 이것이 지나면 정의의 날이 올 것이다. 아직 시간이 있을 때 그들이 내 자비의 샘에 의지하게 하여라. 그들을 위해 쏟았던 내 피와 물의 공로를 입게 하여라.”

이어서 예수는 이 상본을 공경함으로써 얻게 되는 여러 가지 약속들을 말해주었다. 그것은 구원의 은총, 완덕에 이르는 은총, 행복한 임종의 은총, 그 밖에 필요한 모든 은총들과 자비를 실천하는 사람들이 그분께 의탁하며 청하는 현세의 축복들이다. 예수는 파우스티나에게 다음과 같이 말하였다.

“이 상본으로 나는 영혼들에게 많은 은총을 베풀 것이다. 그러므로 모든 영혼이 이 상본 앞에 나아오도록 하여라. 나는 이 상본을 공경하는 영혼들이 멸망하지 않을 것임을 약속한다. 그리고 이 땅에서, 특히 임종의 시간에 원수를 누르고 승리할 것임을 또한 약속한다. 내가 친히 그들을 내 영광으로써 지킬 것이다.”

하지만 파우스티나는 자신이 본 그리스도의 모습으로 어떻게 상본으로 새겨야 할지를 몰라서 다른 수녀들에게 도움을 요청하였으나, 아무런 도움도 받지 못하였다. 나중에 파우스티나가 빌뉴스로 간 지 3년 후, 자신이 체험한 환시를 토대로 한 최초의 성화 작업이 그녀의 감독 아래 진행되었다.
아울러 예수 그리스도는 예수 부활 대축일 이후 첫 번째 일요일, 즉 부활 제2주일에 교회가 공식적으로 하느님의 자비 주일을 지낼 것을 요청하였다. 그리고 하느님의 자비 주일을 합당하게 준비하기 위해 성금요일부터 9일 기도를 바치게 하라고 요청하였다.
1932년 11월 파우스티나는 수녀로서 종신 서원을 하기 위해 바르샤바로 돌아왔다. 1933년 5월 첫 번째 날, 파우스티나는 와기에브니키에서 종신 서원을 하고 자비의 성모회의 종신 수녀가 되었다.

## 소포코 신부와의 만남
1933년 5월 말엽에 파우스티나는 빌뉴스로 정원과 채소 재배를 맡을 수녀로 전근을 갔다. 빌뉴스에서 그녀는 1936년 3월까지 약 3년 동안 머물렀다. 빌뉴스에 있는 수녀원에는 겨우 18명의 수녀만이 있었으며, 건물도 작고 초라한 건물 몇 채가 산재해있을 뿐이었다.

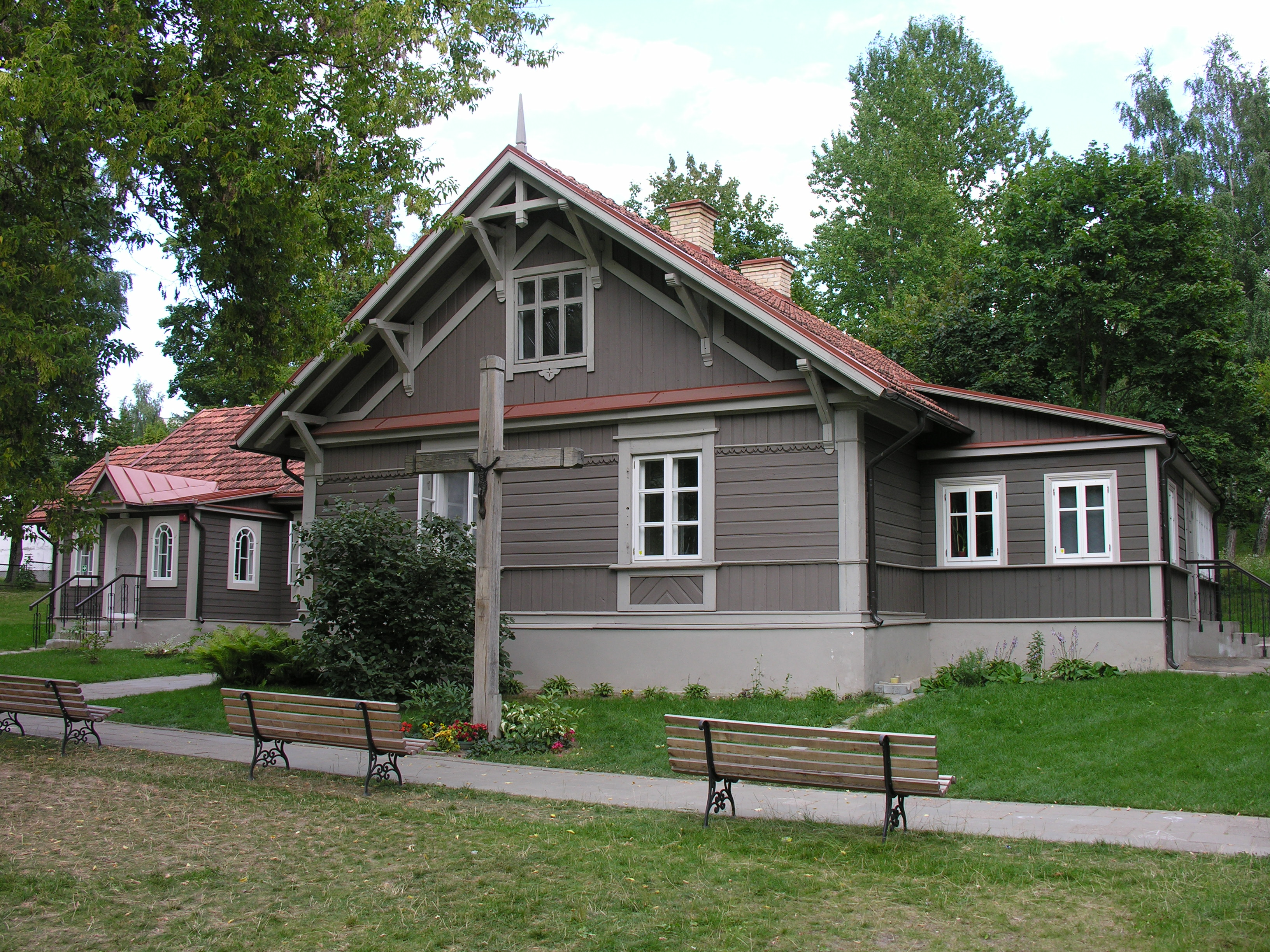
성녀 파우스티나가 머물렀던 빌뉴스의 수녀원 건물

빌뉴스 수녀원에 도착한 후 파우스티나는 얼마 안가 그곳 수녀원의 새로 임명된 고해사제인 미카엘 소포코 신부를 만나게 되었다. 미카엘 소포코 신부는 빌뉴스 대학에서 신학생들에게 사목을 지도한 교수이기도 하였다.
소포코 신부와의 첫 고해성사에서 파우스티나는 자신이 일전에 체험하였던 그리스도의 환시에 대해 이야기하였다. 얼마 후 1933년 가을, 소포코 신부는 파우스티나 수녀에게 정신과 의사이자 내과 의사인 헬레나 마조쥬카 박사로부터 진찰을 한 번 받아볼 것을 강력하게 권유하였다. 검사 결과 파우스티나 수녀는 지극히 정상적인 상태라는 진단이 나왔다.
이후 소포코 신부는 파우스티나 수녀를 전적으로 신뢰하였으며, 그녀를 아낌없이 지지하고 도와주었다. 소포코 신부는 파우스티나 수녀에게 앞으로 일기를 꼬박꼬박 쓰고 환시를 통해 그리스도와 나누었던 대화와 메시지를 일기장에 기록할 것을 권유하였다. 파우스티나 수녀는 소포코 신부에게 하느님의 자비 상본에 대해 말해주었으며, 이에 소포코 신부는 1934년 1월 자신의 친구이자 예술가이자 대학 교수이기도 한 에우제니오 카즈미에로스키를 소개해주었다.
1934년 6월 카즈미에로스키는 파우스티나 수녀의 진술을 토대 삼아 하느님의 자비 상본을 완성하였다. 파우스티나가 선종한 이후 여러 화가들이 앞다투어 하느님의 자비 상본을 그렸는데, 그 가운데 가장 널리 알려진 것은 아돌프 힐라가 그린 하느님의 자비 상본이다.
빌뉴스에 있는 동안 파우스티나는 자신이 받은 메시지가 처음에는 사람들에게 받아들여지지 않겠지만, 시간이 흐르면 언젠가는 받아들여지게 될 것이라고 희망하였다. 20년 후인 1959년에 파우스티나가 받은 메시지는 바티칸에 의해 인가가 불허되었지만, 1978년에 정식으로 인가를 받게 되었다.
1935년 4월 19일 성금요일 날에, 파우스티나는 또 한 번 그리스도의 환시를 체험하였다. 이번에 예수는 자신의 상본을 공적으로 기념해줄 것을 그녀에게 요청하였다. 그리하여 1935년 4월 28일 예수 부활 대축일 후 두 번째 주일에 소포코 신부는 교구장인 잘브레이지코프스키 대주교로부터 정식으로 허락을 받아 하느님의 자비 상본을 들고 처음으로 미사를 봉헌하였다.

## 말년

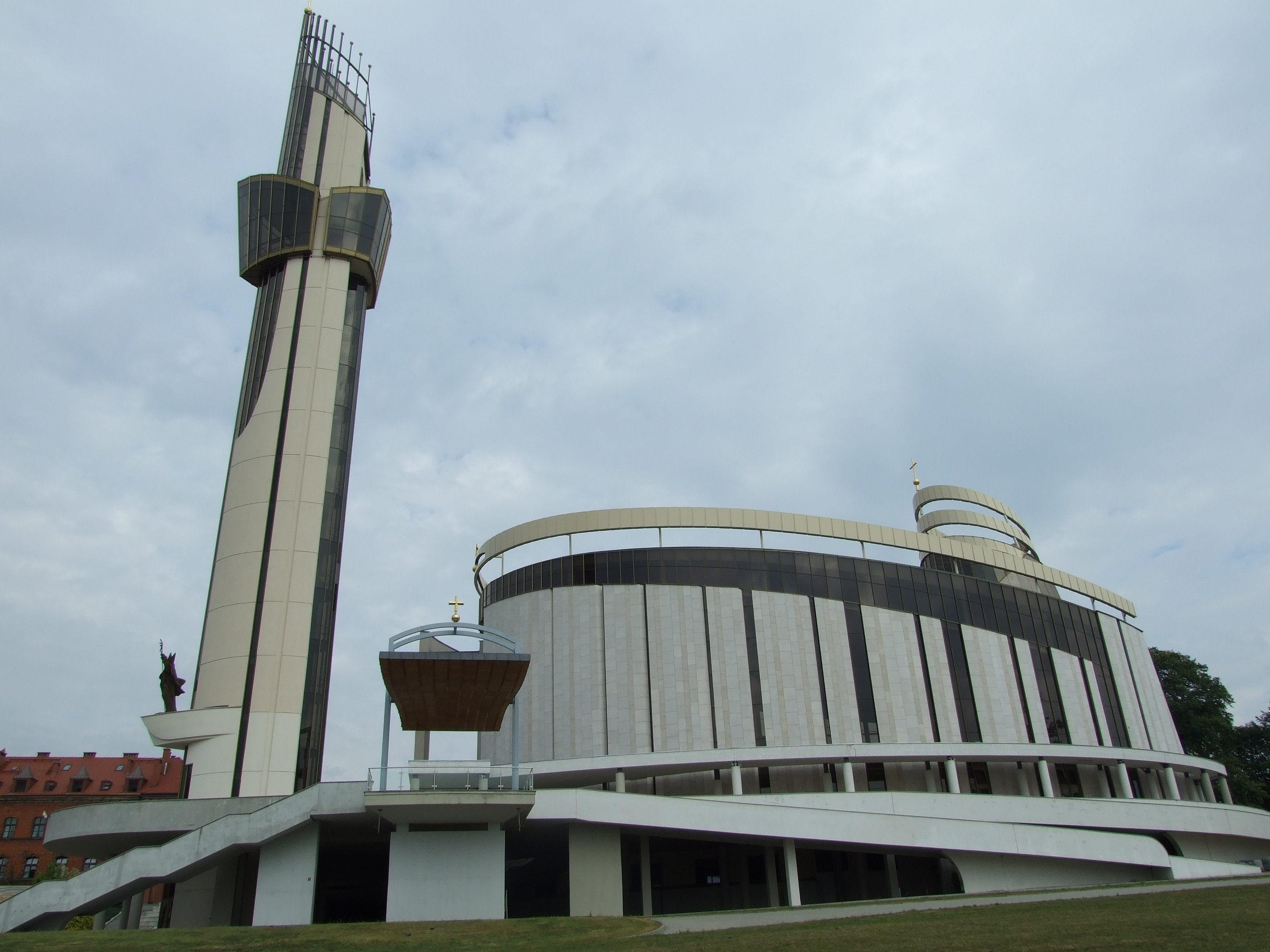
폴란드 크라쿠프의 하느님의 자비 대성당.

1936년 여름 소포코 신부는 하느님의 자비 신심에 대한 소책자를 집필하였으며, 잘브레이지코프스키 대주교로부터 정식 인가를 받았다. 소책자의 책 표지에는 하느님의 자비 상본이 실렸다. 소포코 신부는 소책자의 사본을 바르샤바에 있는 파우스티나 수녀에게 보냈다.
그 후 1936에 파우스티나 수녀는 건강이 급속도로 악화되었다. 폐결핵으로 진단받은 그녀는 결국 크라쿠프의 프라드니크 요양소로 보내졌다. 이후 파우스티나 수녀는 남은 생애를 일기를 쓰는 것과 기도로 많은 시간을 할애하였으며, 특히 모든 죄인의 회개를 위하여 묵주기도를 매일 바쳤다.
1937년 3월 23일 파우스티나 수녀는 자신이 있는 지역 성당에서 하느님의 자비 주일 미사가 봉헌되고 많은 사람이 참례할 것이며, 또한 로마에서도 교황의 주재 아래 하느님의 자비 주일 미사가 봉헌될 것이라는 계시를 받았다고 한다.
1937년 7월 하느님의 자비 상본을 모사한 최초의 성화 카드들이 만들어졌다. 그리고 그해 8월 소포코 신부는 파우스티나 수녀에게 그녀가 1937년 성금요일에 그리스도로부터 받은 메시지인 하느님의 자비 주일을 위한 9일 기도에 대한 지시사항을 써줄 것을 요청하였다.
1937년 하느님의 자비의 메시지를 사람들에게 전파하는 일이 진행되었으며, 1937년 11월에는 ‘자비의 임금 그리스도’라는 제목의 소책자가 발행되었다. 이 소책자에는 하느님의 자비를 청하는 기도와 9일 기도 그리고 ‘예수님, 저는 당신께 의탁하나이다.’라는 문구와 함께 하느님의 자비 상본 등이 실려 있다. 1937년 11월 10일 파우스티나 수녀가 침상에 누워 지내는 동안에 그녀의 장상인 이레네 수녀원장이 소책자를 보여주었다.
1937년 말엽에 파우스티나 수녀의 건강은 더욱 악화되어 갔으며, 환시를 체험하는 횟수가 기하급수적으로 늘어갔다. 하루는 그녀는 자신의 죽음을 고대하고 있다고 말한 적이 있다. 1938년 6월 파우스티나 수녀는 너무나 병약해져서 더는 글을 쓸 수가 없는 지경에 이르렀다.
1938년 10월 5일 파우스티나 수녀는 마지막 고해성사를 마치고 크라쿠프에서 선종하였다. 수녀가 된 지 13년 만에 일이었다. 그녀의 시신은 10월 7일 크라쿠프의 하느님의 자비 대성당에 안치되었다.

## 시성

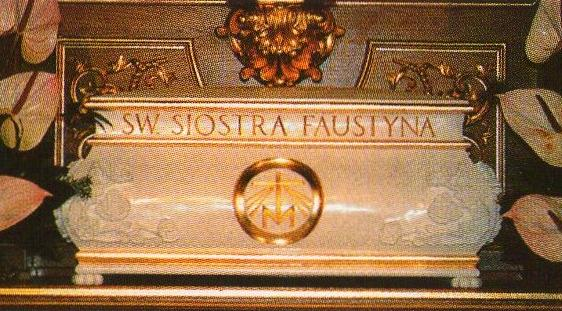
성녀 파우스티나의 유해가 안치된 무덤

1977년 교황 요한 바오로 2세는 교황으로 선출되기 1년 전인 카롤 보이티와 추기경 시절에 바티칸에 하느님의 자비 신심을 진지하게 검토하고 인가해줄 것을 요청하였다. 그리고 그로부터 1년 후인 1978년 카롤 보이티와 추기경은 교황으로 선출되었다. 1978년 4월 교황청 신앙교리성 장관은 파우스티나 수녀가 쓴 일기의 이탈리아어 번역본에 문제가 있어서 오해가 있었다고 해명하고, 하느님의 자비 신심에 대한 금지령을 해제한다고 발표하였다.
파우스티나 수녀의 시복은 미국 매사추세츠주 출신의 머린 디건의 치유 사례가 결정적인 계기가 되었다. 1981년 3월 머린 디건은 파우스티나 수녀의 무덤 앞에서 기도하다가 병이 기적적으로 치유된 일을 교회 당국에 보고하였다. 머린 디건은 림프부종으로 수년간 고통에 시달렸으며, 다리 하나를 절단하고 총 열 차례의 대수술을 받았었다. 머린 디건은 파우스티나 수녀의 무덤 앞에서 기도하자 “제게 도움을 청하세요. 그러면 제가 당신을 도와드리겠어요.”라는 목소리를 들었다고 증언하였다. 그리하여 파우스티나 수녀에게 자신의 병을 낫게 해달라고 전구를 청하자 오랫동안 지속되던 통증이 사라졌다. 이틀 후에 머린 디건의 크게 부었던 팔다리는 다시 수축되어갔으며, 어느새 림브부종을 앓던 시절에 신던 신발이 맞지 않을 정도로 회복되었다. 미국으로 돌아간 그녀는 곧장 병원으로 달려갔다. 다섯 명의 내과의사 모두 예외 없이 그녀의 병이 완치되었다고 진단을 내렸다. 머린 디건의 사례 외에도 20명의 추가 사례가 더 보고됨에 따라, 바티칸에서는 조사 후에 1992년에 이 모두를 기적으로 공식적으로 인정하였다.
파우스티나 수녀는 1993년 4월 18일에 시복되었으며, 2000년 4월 30일 시성되었다. 이로써 파우스티나 수녀는 2000년 이후 시성된 첫 번째 인물이 되었다.